# Причальная стенка

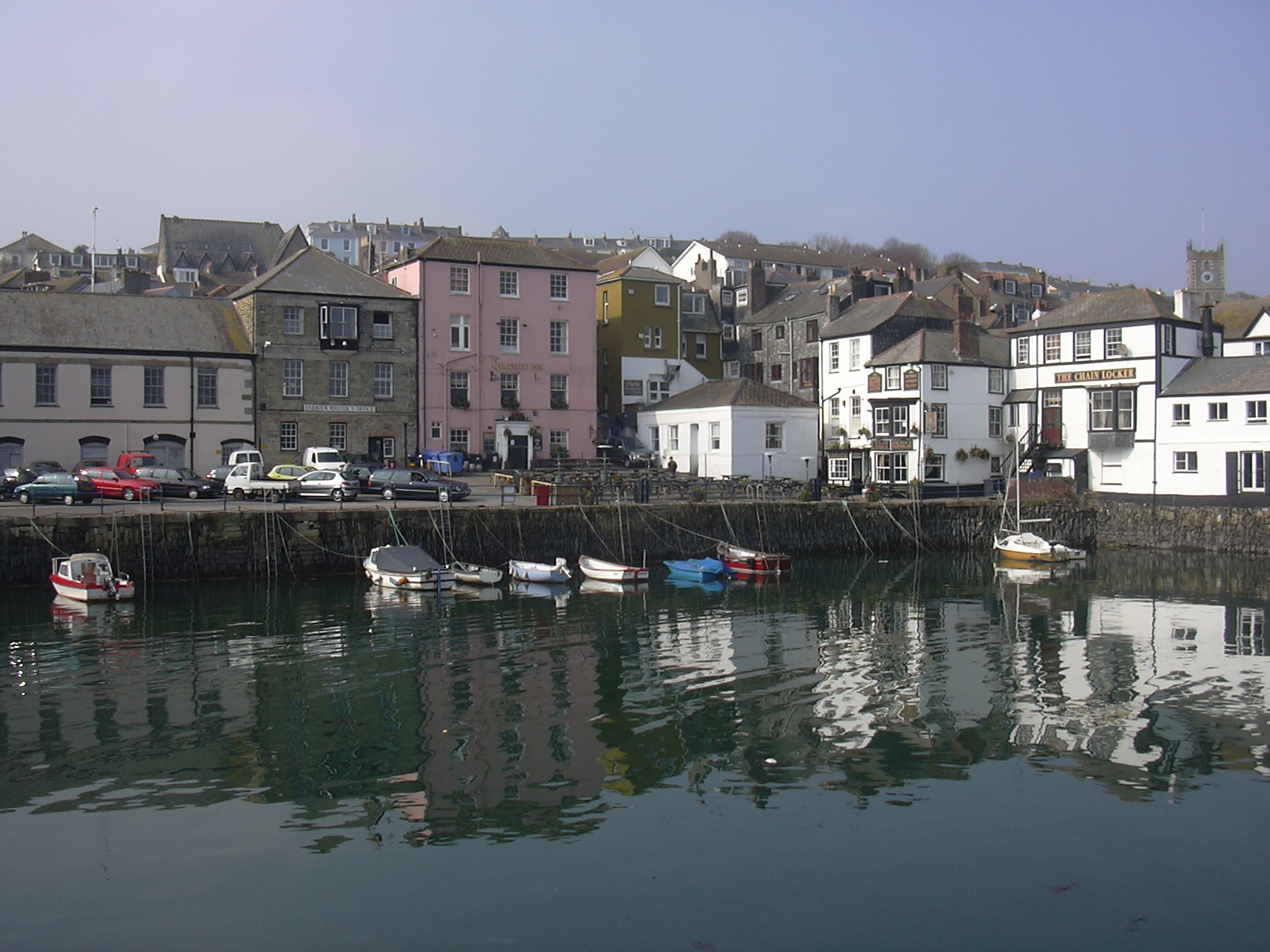
Каменная причальная стенка

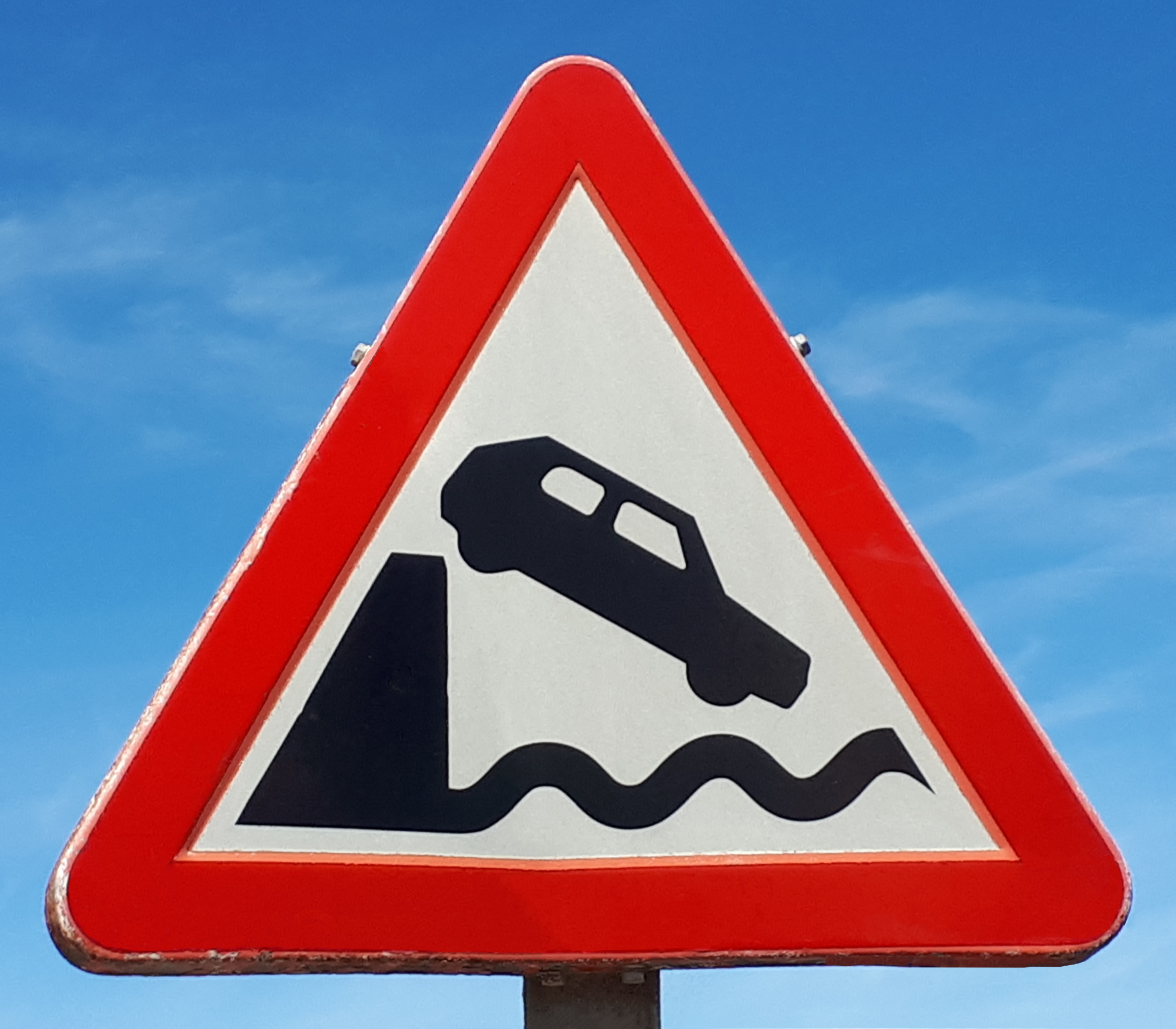
Выезд на набережную.

Причальная стенка — стационарный причал, сооружаемый в морских портах для защиты берега или набережной от размывания волной и прибоем, а также для швартовки кораблей (судов).
Строится из бетона, железа, камня, исторически — из дерева. Может снабжаться устройствами для швартовки (кнехты, палы, рымы и т. д.) и схода на берег (сходни, парапеты, ограждения и так далее). Стенка, имеющая специализацию, может называться с уточнением, например: погрузочная стенка, пожарная стенка, карантинная стенка. Специализированные стенки, предназначенные для швартовки и обслуживания судов, снабжаются соответствующим оборудованием (погрузочно-разгрузочным, заправочным, пожарным и прочим).
Некоторые стенки, связанные с историей флота, приобрели широкую известность, например: Усть-Рогатка — стоянка крупных кораблей в Кронштадте, Минная стенка в Севастополе, Баклерс-Хард в Лондоне, Фишерманс-Варф в Сан-Франциско.